# Гай Септимій Север Апер
Гай Септи́мій Севе́р А́пер (лат. Gaius Septimius Severus Aper; 175 —212) — державний діяч часів Римської імперії, консул 207 року.

## Життєпис
Походив з впливового пунійського роду Септиміїв із міста Великий Лептіс. Син Публя Септимія Апера, сенатора, та онук Публія Септимія Апера, консула-суффекта 153 року. Про молоді роки нічого невідомо. Можливо розпочав кар'єру у війську за часів імператора Коммода.
Стрімке піднесення державними щаблями сталося після сходження на імператорський трон його родича Апера — Луція Септимія Севера. У 202 році супроводжував останнього при подорожі до Великого Лептісу. У 207 році став консулом разом з Луцієм Аннієм Максимом.
Після смерті Септимія Севера опинився під підозрою імператора Каракалли: або був прихильником його брата Гети, або розглядався як можливий претендент на трон. На початку 212 року за наказом Каракалли Септимія Апера було страчено.

## Родина
Дружина — Помпонія Басса
Діти:
- Септимій Басс